# Sphenodontidae
Los esfenodóntidos (Sphenodontidae) son una familia de reptiles del orden Rhynchocephalia. Esta fue nombrada en 1869 por Cope y resignificada en 1996 por Reynoso como una subdivisión de Sphenodontia. Simões y colaboradores la modificaron en 2020. Sphenodontidae equivale hoy al grupo moderno o "eupropalinal" que abarca a la subfamilia denominada Sphenodontinae y a la denominada Eilenodontinae.

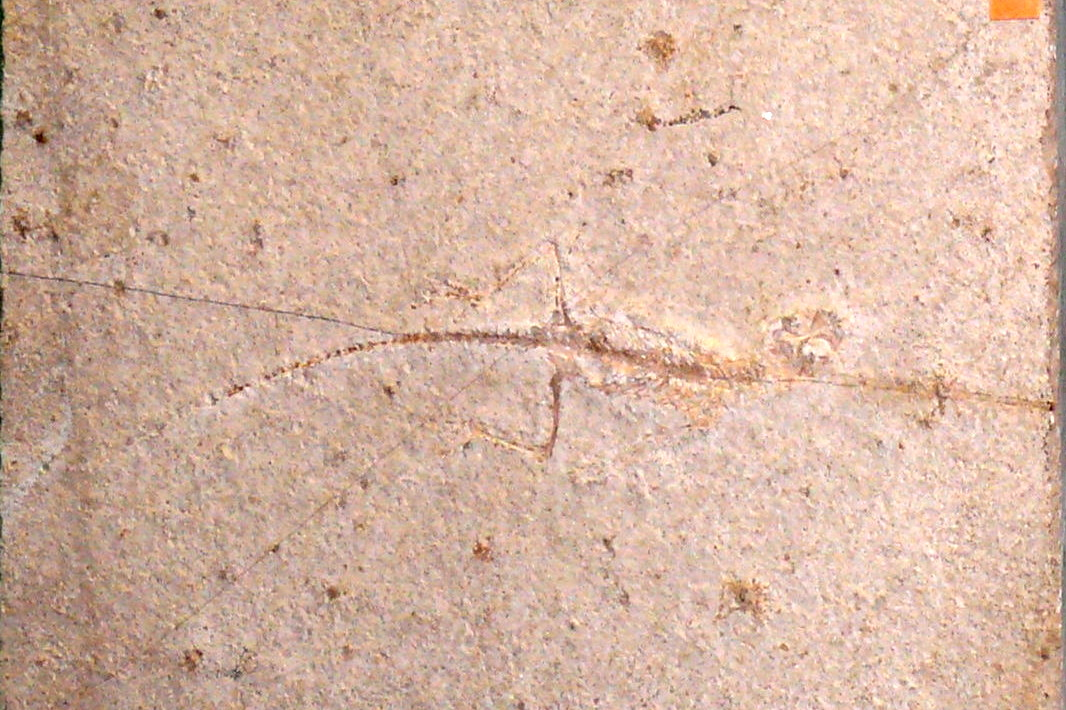
Fósil de Kallimodon.

- Familia Sphenodontidae
  - Godavarisaurus †
  - Kaikaifilusaurus †
  - Kawasphenodon †
  - Lamarquesaurus †
  - Leptosaurus †
  - Pelecymela †
  - Sigmala †
  - Sphenovipera †
  - Theretairus †
  - Tingitana †
  - Rebbanosaurus †
  - Paleollanosaurus †
  - Polysphenodon †
  - Brachyrhinodon †
  - Whitakersaurus †
  - Clevosaurus †
  - Subfamilia Sphenodontinae
    -       -         - Sphenovipera †
        - Theretarius †
        - Zapatadon †
        - Sphenodontini
          - Cynosphenodon †
          - Sphenodon (tuatara)

  - Opisthodontia
    -       - Pamizinsaurus †
      - Sphenotitan
      - Ankylosphenodon †
      - Homoeosaurus †
      - Opisthias †
      - Sapheosaurus †

    - Subfamilia Eilenodontinae†
      -         - Toxolophosaurus †
        - Priosphenodon †
        - Eilenodon †[2] †